# Anaperus sulcatus
Anaperus sulcatus är en plattmaskart som beskrevs av Beklemischev 1914. Anaperus sulcatus ingår i släktet Anaperus och familjen Anaperidae. Inga underarter finns listade i Catalogue of Life.